# Parasenecio delphiniifolius
Espèce
Classification APG III (2009)
Parasenecio delphiniifolius est une espèce de plante à fleurs du genre Parasenecio appartenant à la famille des asteracées.
C'est une plante herbacée qui fleurit en juillet-août.

## Taxonomie
Cette plante a été décrite en 1846 par Philipp Franz von Siebold et Joseph Gerhard Zuccarini, puis reclassée en 1995.
Synonymes
- Cacalia delphiniifolia Siebold & Zucc.[2]
- Cacalia delphiniphylla (H.Lév.) Hand.-Mazz.
- Cacalia pilgeriana (Diels) Y.Ling subsp. delphiniphylla (H.Lév.) H.Koyama
- Parasenecio delphiniphyllus (H.Lév.) Y.L.Chen
- Parasenecio tongchuanensis Y.L.Chen
- Senecio delphiniphyllus H.Lév.
- Senecio syneilesis Franch.t & Sav.
- Senecio zuccarinii Maxim.

## Description
Parasenecio delphiniifolius peut atteindre de 80 cm à 1,50 m avec de grandes tiges solitaires, dressées et striées, souvent pourpres à la base. Ses feuilles qui sont pétiolées, sont atrophiées au sol par l'anthèse, tandis que les feuilles médianes sont au nombre de trois ou quatre. Leur pétiole mesure de 4 à 6,5 cm, d'un jaune brunâtre et duveteux. Les limbes sont larges et ovales mesurant jusqu'à 15 cm de large et 18 cm de long. Leur base est tronquée et elles se présentent ensuite sous une forme palmée avec un long apex. Les lobes, au nombre de 5 à 7, sont oblongs et parfois pennés.
Ses inflorescences présentent des corolles blanches ou d'un blanc jaunâtre.

## Habitat et distribution
Parasenecio delphiniifolius croît sur les pentes montagneuses du Guizhou et du Yunnan oriental, en Chine, ainsi que dans la région du Fukushima au Japon. Cette espèce se rencontre à l'ombre des sous-bois humifères entre 1 600 mètres et 3 200 mètres d'altitude.